# Plectranthus caninus
Espèce
Plectranthus caninus est une espèce de plantes à fleurs de la famille des Lamiaceae. C'est une espèce de coléus d'Afrique et d'Inde.

## Classification
Cette espèce a été décrite en 1821 par le botaniste allemand Albrecht Wilhelm Roth (1757-1834).

### Synonymes
Selon la WCSP de Kew : 
- Coleus caninus (Roth) Vatke
- Majana canina (Roth) Kuntze

### Liste des sous-espèces
Selon World Checklist of Selected Plant Families (WCSP) (30 novembre 2015) :
- sous-espèce Plectranthus caninus subsp. caninus.

Synonymes :
- Germanea crassifolia Poir.
- Ocimum monadelphum R.Br. ex Roth
- Coleus spicatus Benth. in N.Wallich
- Coleus heynei Benth.
- Plectranthus monadelphus Roxb.
- Majana spicata (Benth.) Kuntze
- Coleus spicatus var. rondinella Spreng.
- Coleus pachyphyllus Gürke
- sous-espèce Plectranthus caninus subsp. flavovirens (Gürke) A.J.Paton.

Synonymes :
- Coleus flavovirens Gürke
- Coleus omahekensis Dinter